# Henri Hell (basket-ball)
Pour les articles homonymes, voir Hell.
Pour le chroniqueur français, voir Henri Hell.
Henri Hell, né le 26 avril 1911 à Biarritz et mort le 20 mars 1979 à Billy-sur-Oisy, est un ancien joueur français de basket-ball. Il a été sélectionné 25 fois et marqué 86 points avec l'équipe nationale.

## Biographie
Hell est imprimeur. Après avoir débuté avec le patronage « Saint-Jean du Gros Caillou », qui fait partie de ces patronages catholiques qui ont développé la pratique du basket-ball en France dans le cadre de la Fédération gymnastique et sportive des patronages de France (FGSPF). Il s'enrôle à la Société Athlétique de Montrouge, dans les troupes d'Angot. Il se couvre de gloire au poste d'avant.  Avec ses qualités de vitesse et de précision, Hell offre l'avantage d'être un joueur calme, qui sait conserver son sang-froid en toute circonstance et de ce fait, se trouve être l'homme de toutes les circonstances.
En 1934 , Il a déjà porté six fois les couleurs françaises : trois fois contre la Belgique, deux fois contre le Portugal et une fois contre la Suisse.

## Palmarès
- 3e du championnat d'Europe 1937